# Gardelegen
Gardelegen este un oraș din landul Saxonia-Anhalt, Germania. Este al treilea oraș ca suprafață din Germania.